# Domenico da Piacenza
Domenico da Piacenza (né v. 1390 à Plaisance, Émilie-Romagne - mort v. 1470 à Ferrare) était un maître à danser de la Renaissance italienne, à la cour de la famille d'Este.

## Biographie
Vers 1455, il rédige le premier traité de danse qui soit parvenu jusqu'à nous, De arte saltandi et choreas ducendi. L'ouvrage défend, dans sa première partie, la danse selon l'esthétique d'Aristote, puis décrit les différents pas qui composent la basse danse et se termine par la description de 5 basses danses et 18 balli.
Ses élèves et disciples Guglielmo Ebreo et Antonio Cornazzano poursuivront son œuvre, respectivement à Pesaro et à Plaisance.